# Selección de fútbol sub-20 del Perú
La selección de fútbol sub-20 del Perú es el equipo representativo del país en las competiciones oficiales de fútbol de su categoría. Su organización está a cargo de la Federación Peruana de Fútbol, la cual es miembro de la Confederación Sudamericana de Fútbol y de la FIFA.
La selección de fútbol sub-20 del Perú participa cada dos años en el Campeonato Sudamericano de Fútbol Sub-20, clasificatorio para la Copa Mundial de Fútbol Sub-20. Su mejor participación en un Sudamericano Sub-20 ha sido en las ediciones de 1954, 1958, 1967, 1971 y 1975 cuando ocupó el cuarto puesto, sin embargo aún no ha clasificado al mundial de la especialidad.

## Estadísticas

### Copa Mundial de Fútbol Sub-20
| Año   | Ronda             | Posición          | PJ                | PG                | PE                | PP                | GF                | GC                |
| ----- | ----------------- | ----------------- | ----------------- | ----------------- | ----------------- | ----------------- | ----------------- | ----------------- |
| 1977  | No clasificó      | No clasificó      | No clasificó      | No clasificó      | No clasificó      | No clasificó      | No clasificó      | No clasificó      |
| 1979  | No clasificó      | No clasificó      | No clasificó      | No clasificó      | No clasificó      | No clasificó      | No clasificó      | No clasificó      |
| 1981  | Sin participación | Sin participación | Sin participación | Sin participación | Sin participación | Sin participación | Sin participación | Sin participación |
| 1983  | No clasificó      | No clasificó      | No clasificó      | No clasificó      | No clasificó      | No clasificó      | No clasificó      | No clasificó      |
| 1985  | No clasificó      | No clasificó      | No clasificó      | No clasificó      | No clasificó      | No clasificó      | No clasificó      | No clasificó      |
| 1987  | No clasificó      | No clasificó      | No clasificó      | No clasificó      | No clasificó      | No clasificó      | No clasificó      | No clasificó      |
| 1989  | No clasificó      | No clasificó      | No clasificó      | No clasificó      | No clasificó      | No clasificó      | No clasificó      | No clasificó      |
| 1991  | No clasificó      | No clasificó      | No clasificó      | No clasificó      | No clasificó      | No clasificó      | No clasificó      | No clasificó      |
| 1993  | No clasificó      | No clasificó      | No clasificó      | No clasificó      | No clasificó      | No clasificó      | No clasificó      | No clasificó      |
| 1995  | No clasificó      | No clasificó      | No clasificó      | No clasificó      | No clasificó      | No clasificó      | No clasificó      | No clasificó      |
| 1997  | No clasificó      | No clasificó      | No clasificó      | No clasificó      | No clasificó      | No clasificó      | No clasificó      | No clasificó      |
| 1999  | No clasificó      | No clasificó      | No clasificó      | No clasificó      | No clasificó      | No clasificó      | No clasificó      | No clasificó      |
| 2001  | No clasificó      | No clasificó      | No clasificó      | No clasificó      | No clasificó      | No clasificó      | No clasificó      | No clasificó      |
| 2003  | No clasificó      | No clasificó      | No clasificó      | No clasificó      | No clasificó      | No clasificó      | No clasificó      | No clasificó      |
| 2005  | No clasificó      | No clasificó      | No clasificó      | No clasificó      | No clasificó      | No clasificó      | No clasificó      | No clasificó      |
| 2007  | No clasificó      | No clasificó      | No clasificó      | No clasificó      | No clasificó      | No clasificó      | No clasificó      | No clasificó      |
| 2009  | No clasificó      | No clasificó      | No clasificó      | No clasificó      | No clasificó      | No clasificó      | No clasificó      | No clasificó      |
| 2011  | No clasificó      | No clasificó      | No clasificó      | No clasificó      | No clasificó      | No clasificó      | No clasificó      | No clasificó      |
| 2013  | No clasificó      | No clasificó      | No clasificó      | No clasificó      | No clasificó      | No clasificó      | No clasificó      | No clasificó      |
| 2015  | No clasificó      | No clasificó      | No clasificó      | No clasificó      | No clasificó      | No clasificó      | No clasificó      | No clasificó      |
| 2017  | No clasificó      | No clasificó      | No clasificó      | No clasificó      | No clasificó      | No clasificó      | No clasificó      | No clasificó      |
| 2019  | No clasificó      | No clasificó      | No clasificó      | No clasificó      | No clasificó      | No clasificó      | No clasificó      | No clasificó      |
| 2023  | No clasificó      | No clasificó      | No clasificó      | No clasificó      | No clasificó      | No clasificó      | No clasificó      | No clasificó      |
| 2025  | No clasificó      | No clasificó      | No clasificó      | No clasificó      | No clasificó      | No clasificó      | No clasificó      | No clasificó      |
| Total | -                 | 0                 | 0                 | 0                 | 0                 | 0                 | 0                 | 0                 |

### Campeonato Sudamericano Sub-20
Actualizado hasta la edición de 2025
| Año   | Ronda             | Posición          | PJ                | PG                | PE                | PP                | GF                | GC                | Dif.              | Goleador                              |
| ----- | ----------------- | ----------------- | ----------------- | ----------------- | ----------------- | ----------------- | ----------------- | ----------------- | ----------------- | ------------------------------------- |
| 1954  | Fase final        | 4.º               | 7                 | 2                 | 3                 | 2                 | 10                | 11                | -1                | Alberto Vega (4)                      |
| 1958  | Liguilla          | 4.º               | 5                 | 2                 | 2                 | 1                 | 13                | 13                | 0                 | Escate, Zegarra y Alberto Ramírez (2) |
| 1964  | Liguilla          | 5.º               | 6                 | 2                 | 1                 | 3                 | 7                 | 9                 | -2                | Carlos González (2)                   |
| 1967  | Semifinal         | 4.º               | 5                 | 2                 | 1                 | 2                 | 9                 | 7                 | +2                | -                                     |
| 1971  | Semifinal         | 4.º               | 5                 | 2                 | 1                 | 2                 | 7                 | 7                 | 0                 | Jesús Lavalle (2)                     |
| 1974  | Primera fase      | 7.º               | 3                 | 1                 | 1                 | 1                 | 2                 | 2                 | 0                 | -                                     |
| 1975  | Liguilla          | 4.º               | 5                 | 1                 | 2                 | 2                 | 4                 | 8                 | -4                | -                                     |
| 1977  | Primera fase      | 5.º               | 4                 | 1                 | 1                 | 2                 | 7                 | 9                 | -2                | Vanegas (1)                           |
| 1979  | Primera fase      | 6.º               | 4                 | 1                 | 0                 | 3                 | 3                 | 10                | -7                | -                                     |
| 1981  | Sin participación | Sin participación | Sin participación | Sin participación | Sin participación | Sin participación | Sin participación | Sin participación | Sin participación |                                       |
| 1983  | Primera fase      | 6.º               | 4                 | 1                 | 0                 | 3                 | 11                | 9                 | +2                | C. Cárdenas (3)                       |
| 1985  | Primera fase      | 8.º               | 4                 | 0                 | 2                 | 2                 | 2                 | 7                 | -5                | -                                     |
| 1987  | Primera fase      | 8.º               | 3                 | 0                 | 0                 | 3                 | 4                 | 10                | -6                | -                                     |
| 1988  | Primera fase      | 6.º               | 5                 | 2                 | 1                 | 2                 | 5                 | 7                 | -2                | -                                     |
| 1991  | Primera fase      | 9.º               | 4                 | 0                 | 2                 | 2                 | 4                 | 8                 | -4                | -                                     |
| 1992  | Primera fase      | 7.º               | 3                 | 0                 | 0                 | 3                 | 2                 | 8                 | -6                | -                                     |
| 1995  | Primera fase      | 7.º               | 4                 | 1                 | 0                 | 3                 | 4                 | 7                 | -3                | -                                     |
| 1997  | Primera fase      | 8.º               | 4                 | 0                 | 2                 | 2                 | 3                 | 7                 | -4                | Abel Lobatón (1)                      |
| 1999  | Fase final        | 5.º               | 9                 | 3                 | 2                 | 4                 | 8                 | 22                | -14               | Luis Cordero y César Balbín (1)       |
| 2001  | Primera fase      | 8.º               | 4                 | 1                 | 1                 | 2                 | 5                 | 9                 | -4                | -                                     |
| 2003  | Primera fase      | 10.º              | 4                 | 0                 | 0                 | 4                 | 3                 | 13                | -10               | Jefferson Farfán (2)                  |
| 2005  | Primera fase      | 9.º               | 4                 | 0                 | 1                 | 3                 | 1                 | 11                | -10               | Juan Diego Gonzales-Vigil (1)         |
| 2007  | Primera fase      | 10.º              | 4                 | 0                 | 0                 | 4                 | 4                 | 11                | -7                | Ísmodes, Elías y Quiñónez (1)         |
| 2009  | Primera fase      | 9.º               | 4                 | 0                 | 0                 | 4                 | 3                 | 8                 | -5                | Juan José Barros Araujo (2)           |
| 2011  | Primera fase      | 7.º               | 4                 | 1                 | 1                 | 2                 | 4                 | 5                 | -1                | Callens, Noronha, Ojeda y Donayre (1) |
| 2013  | Fase final        | 5.º               | 9                 | 3                 | 3                 | 3                 | 13                | 13                | 0                 | Yordy Reyna (5)                       |
| 2015  | Fase final        | 5.º               | 9                 | 3                 | 1                 | 5                 | 11                | 21                | -10               | Alexander Succar (4)                  |
| 2017  | Primera fase      | 10.º              | 4                 | 0                 | 2                 | 2                 | 2                 | 6                 | -4                | Roberto Siucho (2)                    |
| 2019  | Primera fase      | 9.º               | 4                 | 1                 | 0                 | 3                 | 2                 | 5                 | -3                | Fernando Pacheco y Oslimg Mora (1)    |
| 2021  | Cancelado         | Cancelado         | Cancelado         | Cancelado         | Cancelado         | Cancelado         | Cancelado         | Cancelado         | Cancelado         | Cancelado                             |
| 2023  | Primera fase      | 10.°              | 4                 | 0                 | 0                 | 4                 | 1                 | 7                 | -6                | Diether Vásquez (1)                   |
| 2025  | Primera fase      | 10.°              | 4                 | 0                 | 0                 | 4                 | 3                 | 11                | -8                | Juan Pablo Goicochea (2)              |
| Total | 30/31             | 8.º               | 142               | 30                | 30                | 82                | 157               | 279               | -122              | Yordy Reyna (5)                       |

## Uniforme
- Uniforme titular: Camiseta blanca con una banda diagonal roja, pantalón blanco, medias blancas con una franja roja.
- Uniforme alternativo: Camiseta roja, pantalón rojo, medias rojas con una franja blanca.

## Jugadores

### Última convocatoria
Jugadores convocados en noviembre de 2024.
| N.º             | Nombre                   | Posición      | Edad    | Club                        |
| --------------- | ------------------------ | ------------- | ------- | --------------------------- |
| 1               | Paolo Doneda             | Portero       | 19 años | AC Milan                    |
| 12              | William Falcón           | Portero       | 17 años | César Vallejo               |
| 21              | Jhefferson Rodríguez     | Portero       | 18 años | Universitario de Deportes   |
| 3               | Nicolás Amasifuen        | Defensa       | 18 años | César Vallejo               |
| 4               | Alejandro Pósito         | Defensa       | 19 años | C. Sporting Cristal         |
| 5               | Brian Arias              | Defensa       | 17 años | Alianza Lima                |
| 6               | Mateo Arakaki            | Defensa       | 16 años | Alianza Lima                |
| 13              | Julinho Astudillo        | Defensa       | 19 años | Universitario               |
| 22              | Jems Tenorio             | Defensa       | 19 años | Universitario               |
| 26              | Fabian Lora              | Defensa       | 18 años | C. Sporting Cristal         |
|                 | Mateo Stickler           | Defensa       | 18 años | Empoli FC                   |
|                 | Joao Cuenca              | Defensa       | 18 años | C. Sporting Cristal         |
|                 | Axel Cabellos            | Defensa       | 18 años | Racing Club                 |
| 16              | Álvaro Rojas             | Mediocampista | 19 años | Universitario               |
| 19              | Ian Wisdom               | Mediocampista | 17 años | C. Sporting Cristal         |
| 20              | Bassco Soyer             | Mediocampista | 18 años | Alianza Lima                |
| 21              | Adriano Neciosup         | Mediocampista | 18 años | Flamengo                    |
| 21              | Kaj Van Houwelingen      | Mediocampista | 18 años | ADO La Haya                 |
| 7               | Aitor Aranguren          | Delantero     | 18 años | Deportivo Alavés            |
| 10              | Felipe Chávez            | Delantero     | 19 años | Bayern de Múnich II         |
| 14              | Sebastián Cornejo        | Delantero     | 19 años | Club Universidad San Martín |
| 23              | Maxloren Castro          | Delantero     | 18 años | C. Sporting Cristal         |
| 24              | Rodrigo Dioses           | Delantero     | 19 años | Universitario               |
| 25              | Juan Pablo Goicochea     | Delantero     | 20 años | Club Atlético Platense      |
| 25              | Víctor Guzmán            | Delantero     | 18 años | Alianza Lima                |
| 25              | Mateo Rodríguez          | Delantero     | 19 años | C. Sporting Cristal         |
| 11              | Enrique Peña             | Delantero     | 19 años | Real Valladolid             |
| Bandera de Perú | José Guillermo del Solar | Entrenador    | 50 años |                             |

### Récord ante otras selecciones
| País      | PJ  | PG | PE | PP | GF  | GC  | Dif. |
| --------- | --- | -- | -- | -- | --- | --- | ---- |
| Argentina | 20  | 1  | 5  | 14 | 17  | 50  | -33  |
| Bolivia   | 8   | 1  | 2  | 5  | 8   | 16  | -8   |
| Brasil    | 14  | 4  | 2  | 8  | 11  | 31  | -20  |
| Chile     | 13  | 2  | 3  | 8  | 15  | 29  | -14  |
| Colombia  | 8   | 2  | 0  | 6  | 6   | 11  | -5   |
| Ecuador   | 16  | 6  | 3  | 7  | 20  | 20  | 0    |
| Israel    | 1   | 1  | 0  | 0  | 2   | 1   | +1   |
| Panamá    | 1   | 1  | 0  | 0  | 4   | 2   | +2   |
| Paraguay  | 18  | 2  | 5  | 11 | 21  | 38  | -17  |
| Uruguay   | 17  | 3  | 3  | 11 | 16  | 37  | -21  |
| Venezuela | 18  | 7  | 7  | 4  | 33  | 26  | +7   |
| Totales   | 134 | 30 | 30 | 74 | 153 | 261 | -108 |

## Palmarés

### Torneos oficiales
| Competición                    | Campeón  | Segundo lugar | Tercer lugar | Cuarto lugar                     |
| ------------------------------ | -------- | ------------- | ------------ | -------------------------------- |
| Juegos Suramericanos           | 1 (1990) | -             | 1 (1982)     | -                                |
| Campeonato Sudamericano Sub-20 | -        | -             | -            | 5 (1954, 1958, 1967, 1971, 1975) |
| Juegos Bolivarianos            | -        | -             | 1 (1985)     | -                                |
| Total                          | 1        | -             | 2            | 5                                |

### Torneos amistosos
- Cuadrangular de Lima (1): 1958.[5]
- Cuadrangular de Lara (1): 2018.[6]